# Tatler
Tatler je název používaný několika britskými magazíny. 
V původní podobě ho založili v roce 1709 Richard Steele a Joseph Addison. V této podobě byl vydáván dva roky, třikrát týdně. Obsahoval eseje a pojednání o aktuálních událostech a tehdejších způsobech žití. 
V roce 1901 založil britský novinář a literární kritik Clement Shorter magazín se stejným názvem, který je publikován dodnes.

## Původní periodikum (1709 – 1711)

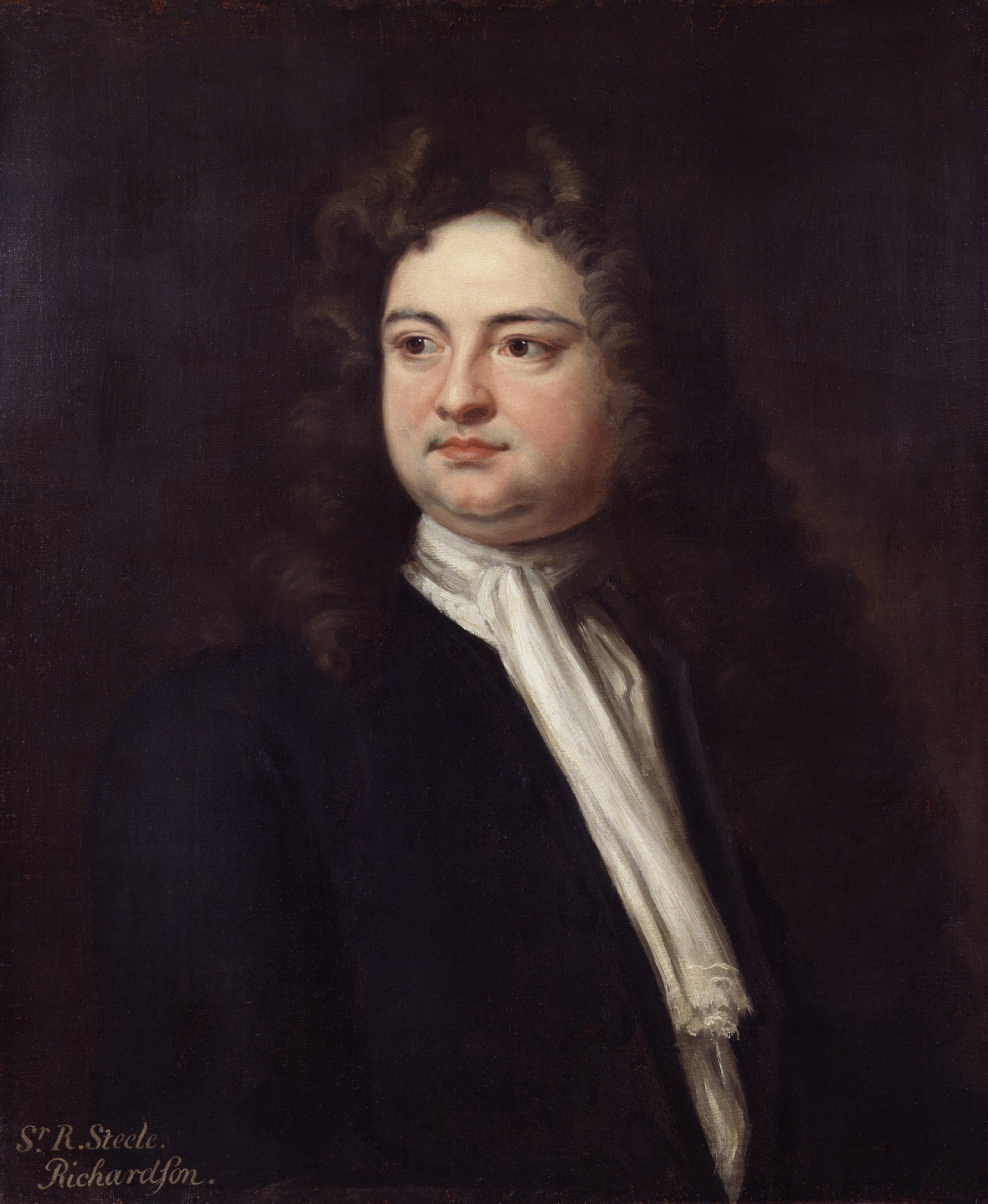
Richard Steele, spoluzakladatel magazínu Tatler a autor většiny publikovaných textů

The Tatler se od svého vzniku profiloval jako periodikum, jehož cílem bylo publikovat zprávy a klepy "přeslechnuté" v londýnských kavárnách (některé příběhy byly fabrikací autorů). Zároveň se magazín distancoval od politického zpravodajství. 
The Tatler byl prvním veřejným periodikem, které Richard Steele publikoval. Jeho motivací bylo "odhalit falešné způsoby života, sejmout přečvleky lstivosti, marnivosti a afektovanosti a doporučit obecnou prostotu v oděvu, vyjadřování a chování."
Každé vydání bylo rozděleno do čtyř sekcí, které byly pojmenovány podle čtyř nejznámějších londýnských kaváren na začátku 18. století a měly tematické vymezení: eseje o soudobých mravech byly v sekci kavárny White's, literární příspěvky u Will's, sekce Grecian Coffee House obsahovala antikvární zajímavosti, zatímco obecné zpravodajství vycházelo bylo zařazeno k St. James's Coffee House.
Magazín původně tvořil pouze Steele, později do obsahu začal přispívat Joseph Addison a několikrát také jejich společný přítel Jonathan Swift. Všechny příspěvky vycházely pod pseudonymem "Isaac Bickerstaff, Esquire," který je tak první známou konzistentně používanou žurnalistickou personou. Z celkových 271 příspěvků byl Steele autorem 188, Addison 42, a společně vytvořili dalších 36.
Publikace magazínu byla ukončena, aby se spoluzakladatelé mohli naplno věnovat svému následujícímu projektu, magazínu The Spectator, a kvůli jeho whigovskému vyznění, kvůli kterému se dostávali jeho autoři pod stále větší tlak toryů.

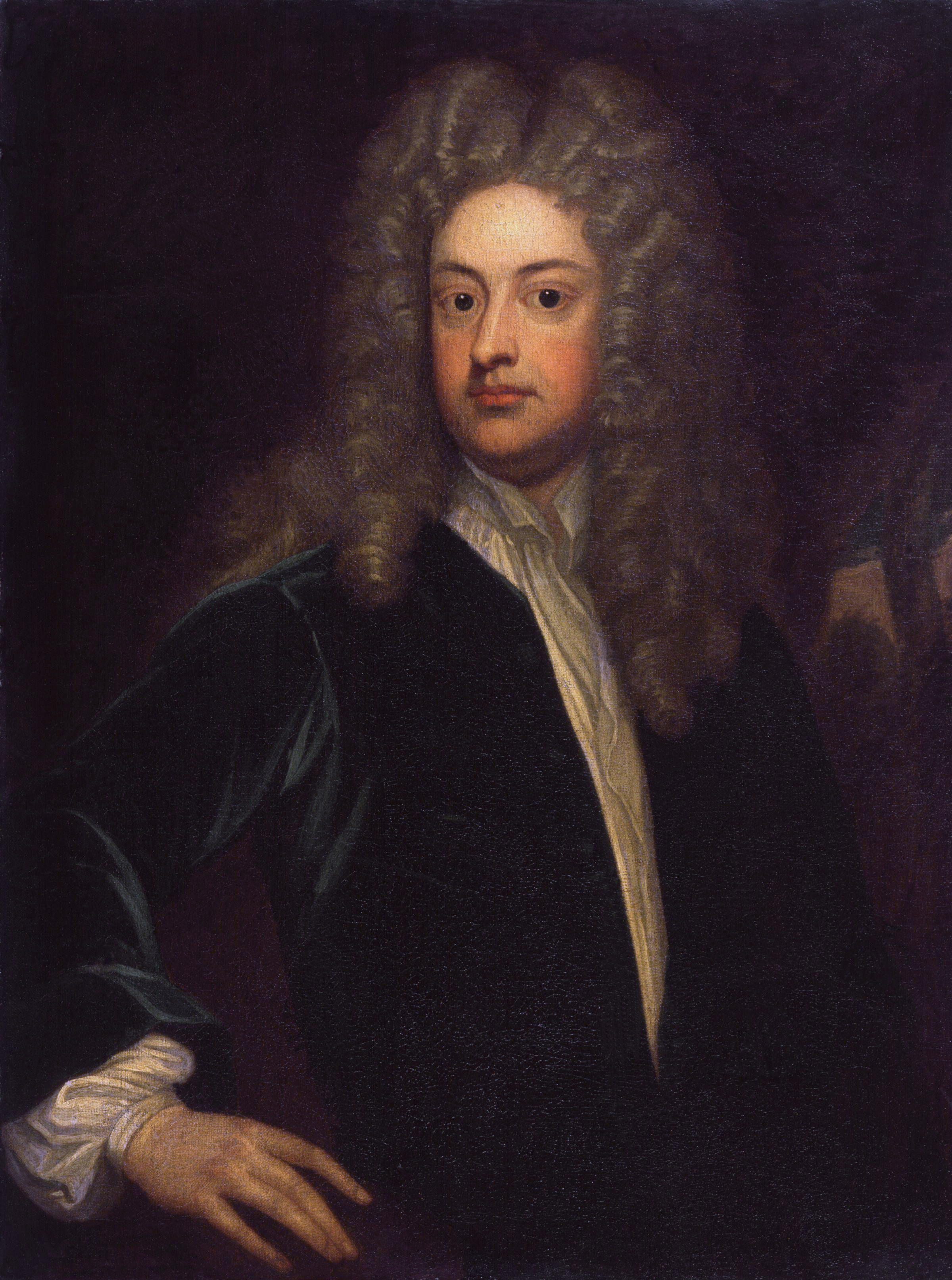
Joseph Addison, spoluzakladatel magazínu Tatler

### Navazující publikace
Po konci Steeleova a Addisonova zapojení byla značka Tatleru natolik atraktivní, že se k ní hlásilo hned několik pokračovatelů.
Tiskař původního magazínu John Morphew v roce 1711 mezi lednem a květnem vydal dalších celkem 59 vydání, která nadále využívala persony Isaac Bickerstaff, Esquire. Na popularitu se snažila navázat také tiskařka Abigail Baldwin, která vydala alternativní 1. vydání svého The Tatler 11. ledna 1711, ale s dalšími tisky nepokračovala. 
Věhlas původního Tatler vedl k tomu, že později vznikaly kopie pro různé cílové skupiny, mezi nimi např. London Tatler, Northern Tatler, Tatler v Edinburghu, kde se ústřední personou stal "Donald Macstaff of the North." V letech 1709-1710 (tzn. souběžně s původním Tatler) vycházel magazín pro ženy Female Tatler, jehož autorka dosud nebyla identifikována. 
O obnovu magazínu se stejným jménem se různí autoři pokoušeli v letech 1727, 1750 i 1753. V roce 1830 založil Leigh Hunt magazín The Tatler: A Daily Journal of Literature and the Stage, který vycházel do října 1832.

## Novodobý magazín (1901 – současnost)
V současnosti vychází magazín Tatler, který byl založen v roce 1901 novinářem Clementem Shorterem. Vychází měsíčně a zaměřuje se mj. na témata módy a životního stylu, a operuje adresář služeb pro majetné osoby.
Magazín je součástí portoflia skupiny Condé Nast, která ho získala v roce 1982.